# Micaela Cabrera
Micaela Cabrera (Lomas de Zamora, Argentina, 18 de julio de 1997) es una futbolista argentina. Juega como mediocampista en San Lorenzo de la Primera A. Tuvo paso por la Selección Argentina de Fútbol.

## Trayectoria

### Selección argentina
Mientras jugada en Independiente, fue convocada a la selección sub-17 para disputar en Bolivia el Campeonato Sudamericano Femenino Sub-17 de 2012. Con solo catorce años de edad fue la jugadora más joven del torneo y CONMEBOL se refirió a ella como «la gran figura de Argentina».
El entrenador Carlos Borrello la convocó en agosto de 2017 junto a otras 23 deportistas con el fin de rearmar el equipo que estaba inactivo desde hacía dos años.

## Distinciones individuales
- Premio Alumni 2014 a Jugadora Destacada de fútbol femenino.[9]